# Хальбан, Ганс фон
Ганс Генрих фон Хальбан (нем. Hans Heinrich von Halban; 26 января 1908, Лейпциг, Королевство Саксония — 28 ноября 1964, Нёйи-сюр-Сен) — французский физик австрийско-еврейского происхождения.

## Семья
По отцовской линии фон Хельман произошел из польских евреев, переехавших из Кракова в Вену в 1850-х годах. Генрих Блюменшток, его дед, был чиновником в империи Габсбургов, удостоенным дворянства императором Францем Иосифом I в 1880-х годах. Блюменшток взял имя Риттер Генрих Блюменшток фон Хальбан. Семья отказалась от фамилии «Блюменшток», и после Второй мировой войны перестала использовать «фон» перед фамилией «Хальбан». Семья его матери, которую звали Мария, была родом из Богемии, а его прадед, Мориц фон Фиалка, служил полковником во время австро-прусской войны 1866 года.
Несмотря на то, что семья обратилась в католичество, члены семьи никогда не были религиозными. Ганс Хальбан был убежденным секуляристом.

## Образование и исследования
Ганс фон Хальбан родился в Лейпциге и переехал в Вюрцбург, Германия, где его отец, Ганс фон Хальбан-старший, работал профессором физической химии. Он учился физике во Франкфурте-на-Майне и закончил докторантуру в Цюрихском университете в декабре 1934 года.
Затем он два года работал с всемирно известным физиком-ядерщиком Нильсом Бором в Институте физики Копенгагенского университета. В сотрудничестве с Отто Фришем он открыл, что тяжелая вода имеет крайне низкую поглощательную способность нейтронов по сравнению с обычной водой.
В 1937 году фон Хальбана пригласили присоединиться к команде Фредерика Жолио-Кюри в Коллеж де Франс в Париже. В команду также входили Фрэнсис Перрен и Лев Коварски. В 1939 году его группа измерила среднее число нейтронов, испускаемых при делении ядра и установила возможность цепных ядерных реакций и производства ядерной энергии. В августе группа показала, что скорость деления оксида урана увеличивается при погружении в обычную воду.
Тем же летом правительство Эдуарда Даладье приобрело 185 литров тяжелой воды у Norsk Hydro в Норвегии и тайно доставило её во Францию для исследований группы ученых в Коллеж-де-Франс.

## Вторая мировая война
После начала немецкой оккупации Парижа в мае 1940 года Хальбан и Коварский покинули город. Им удалось увезти запас тяжелой воды, грамм радия и документацию о своих исследованиях в соответствии с поручением, полученным от Жолио-Кюри. Он бежал из Франции через Клермон-Ферран и Бордо в Англию. Правительство Черчилля пригласило его продолжить исследования в Кембриджском университете. В 1942 году вместе с британскими и другими европейскими «учёными-беженцами» Халбан был отправлен в Монреаль в качестве руководителя исследовательских лабораторий Монреальской лаборатории, являвшейся частью зарождающегося Манхэттенского проекта.
Фон Хальбан был разведён со своей первой женой Элс Андриссе. Позднее она вышла замуж за чешского физика Георга Плачека. В 1943 году фон Хальбан женился на Алине Элизабет Ивонн Штраус, которая в 1941 году бежала из Франции вместе со своим маленьким сыном Мишелем. Этот брак также закончился разводом. Алина вышла замуж за философа Исайю Берлина в 1956 году.
После освобождения Парижа в августе 1944 года фон Хальбан вернулся с визитом в Лондон и Париж, где встретился с Жолио-Кюри впервые после отъезда из Франции. Впоследствии фон Хальбан утверждал, что не разглашал ядерных секретов своему предыдущему руководителю Жолио-Кюри. Тем не менее, генерал Гровс, глава Манхэттенского проекта, отстранил фон Хальбана от работы в Монреале и заменил его Джоном Кокрофтом. Фон Хальбану же в течение года не позволяли ни покинуть Северную Америку, ни работать в ней.

## Послевоенный период
Вопреки ожиданиям фон Хальбана, после войны его не пригласили вернуться в Коллеж де Франс. Вместо этого он был снова приглашен в Великобританию Фредериком Линдеманом возглавить группу в лаборатории Кларендона (Clarendon Laboratory) в Оксфордском университете, тесно связанную с Исследовательским институтом атомной энергии (Atomic Energy Research Establishment).
После восьми лет работы в Оксфорде фон Хальбан в 1954 году был приглашен обратно во Францию премьер-министром Пьером Мендес-Франс чтобы руководить строительством лаборатории ядерных исследований в Сакле недалеко от Парижа. Это значительно расширило Французский комиссариат по атомной энергетике. Он занял должность в 1955 году после развода со своей женой Алиной. Лаборатория CEA Сакле (CEA Saclay) самостоятельно разработала французскую атомную бомбу и курировала развитие французской гражданской ядерной энергетики.

## Последние годы
По причине ухудшения здоровья фон Хальбан был вынужден уйти в отставку в 1961 году. Последние три года своей жизни он провел в Париже и в Кран-сюр-Сьер, Швейцария, со своей третьей женой Мишелин (урожденной Лазар-Вернье). Фон Хальбан умер 28 ноября 1964 года от осложнений после неудачной операции на сердце в Американской больнице Парижа (American Hospital of Paris), оставив троих детей: Катрин Мод от первого брака и Пьера и Филиппа от второго. Похоронен в Ларшане в окрестностях Парижа.

## Обнаруженные документы
В 1940 году Джеймс Чедвик направил труды фон Хальбана и Лью Коварски из Кембриджа в Лондонское королевское общество. Он попросил хранить эти документы в секрете, поскольку они не были пригодны для публикации во время войны. В 2007 году Общество обнаружило документы во время проверки архивов.